# تونی لسور
تونی لسور (انگلیسی: Tony Lesueur؛ زادهٔ ۱۹ اوت ۲۰۰۰) بازیکن فوتبال است.